# Twin Twin
«Twin Twin» — французький музичний гурт. Представляв Францію на пісенному конкурсі Євробачення 2014 у Копенгагені, Данія, з піснею «Moustache».
За підсумками фінального голосування посів 26 місце з 2 балами. Це стало найгіршим результатом в історії Франції